# Gustave Thils
 (mai 2017).
Gustave Thils, né le 3 février 1909 à Etterbeek et mort à Louvain le 12 avril 2000,, est un théologien belge. 

## Biographie
Entré au petit séminaire puis au grand séminaire de Malines, en 1926 et 1928 respectivement, il est ordonné prêtre en 1931. Sous la direction de R.[Qui ?] Draguet, il soutient en 1935 une thèse de doctorat sur La Note de catholicité de l'Église dans la théologie d'Occident du XVIe au XIXe siècle, avant de développer ce travail dans une dissertation de maîtrise en théologie sur Les Notes de l'Église dans l'apologétique catholique depuis la Réforme.
Il commence sa carrière d'enseignant au grand séminaire de Malines, et à partir de ce moment ces intérêts théologiques recoupent son enseignement. De son enseignement de morale, et du voyage d'études qu'il accomplit à cette occasion, sortent ses Tendances actuelles de la théologie morale (1940). De 1939 à 1947, il enseigne l'Écriture sainte et cet enseignement est l'occasion de deux opuscules sur les théologies des Épîtres pauliniennes et pétriniennes. 
Au sortir de la guerre, il rejoint la faculté de théologie de Louvain, où il devient en 1947 professeur de théologie fondamentale, puis de  dogmatique.[réf. nécessaire]
Les relations entre l'Église et les sociétés dans lesquelles elle existe est au cœur de son œuvre théologique. C'est le thème central de sa Théologie des réalités terrestres (1946-1949) qui s'emploie à interroger la signification chrétienne des réalités sociale, politique, technique comme artistique. Ce texte lui donne une audience européenne, comme ensuite son travail d'historien du mouvement œcuménique.
En 1961, il est nommé membre du Secrétariat pour l'unité des chrétiens et expert au Concile Vatican II. Il participe aux travaux de la commission doctrinale et notamment à la rédaction du chapitre sur la constitution hiérarchique de l'Église dans la constitution Lumen Gentium. Il joue, comme l'ensemble de la squadra belgaun rôle d'influence important pendant et après le concile.[réf. nécessaire]
Devenu professeur émérite en 1976, il continue de déployer une réflexion générale en théologie qui embrasse l'ecclésiologie, la morale, comme la théologie fondamentale et joue un rôle de conseiller auprès d'associations de fidèles comme de la hiérarchie catholique.[réf. nécessaire]
Membre du conseil de rédaction des Ephemerides Theologicae Lovanienses à partir de 1947, il est le premier directeur de la Revue théologique de Louvain.

## Thils et le grand public d'après ses recensions
Un aspect remarquable du travail de Thils est sa volonté de toucher un public étendu. Ses publications, en effet, visent un « grand public cultivé » intéressé par la théologie, et doté d'une réelle compétence (on ne peut donc pas parler de « vulgarisation » au sens de nivellement). Naturellement, ce public manque de temps ou de moyens pour se tenir au courant des publications proposées par les très nombreuses revues de théologie, qui ne sont pas toutes également diffusées ou accessibles. Thils établit alors des recensions systématiques, des synthèses d'articles publiés dans différentes revues de langue française, anglaise ou allemande, dont il tire ensuite la moelle pour l'intégrer à ses propres recherches. Ce faisant, il garantit à l'actualité théologique (francophone, mais aussi anglophone et germanophone) qu'il considère dans ses propres travaux de ne pas demeurer confinée au cercle nécessairement plus restreint et plus académiques des revues qu'il consulte; à travers son propre usage des travaux récents et soigneusement recensés, il répercute la réflexion contemporaine des théologiens dans ses propres publications, à destination du « grand public cultivé » francophone dans un premier temps, puis auprès des lecteurs étrangers qui peuvent prendre connaissance des traductions de ses propres livres, particulièrement en anglais ou en espagnol.

## L'autofinancement
Les publications de Thils ont eu beaucoup de succès à tel point que les éditeurs ne cessaient de le courtiser et lui proposer des contrats d'édition. À partir de l'année 1959, il a commencé à financer personnellement ses œuvres notamment avec son ouvrage Les Orientations théologiques, édité à l'imprimerie CEUTERICK.